# سيوتش السفلى (كاني سور)
سيوتش السفلى (بالفارسية: سیوچ سفلی) هي قرية تقع في إيران في قسم کاني سور الريفي. يقدر عدد سكانها بـ 723 نسمة بحسب إحصاء 2016.